# 臼津トンネル

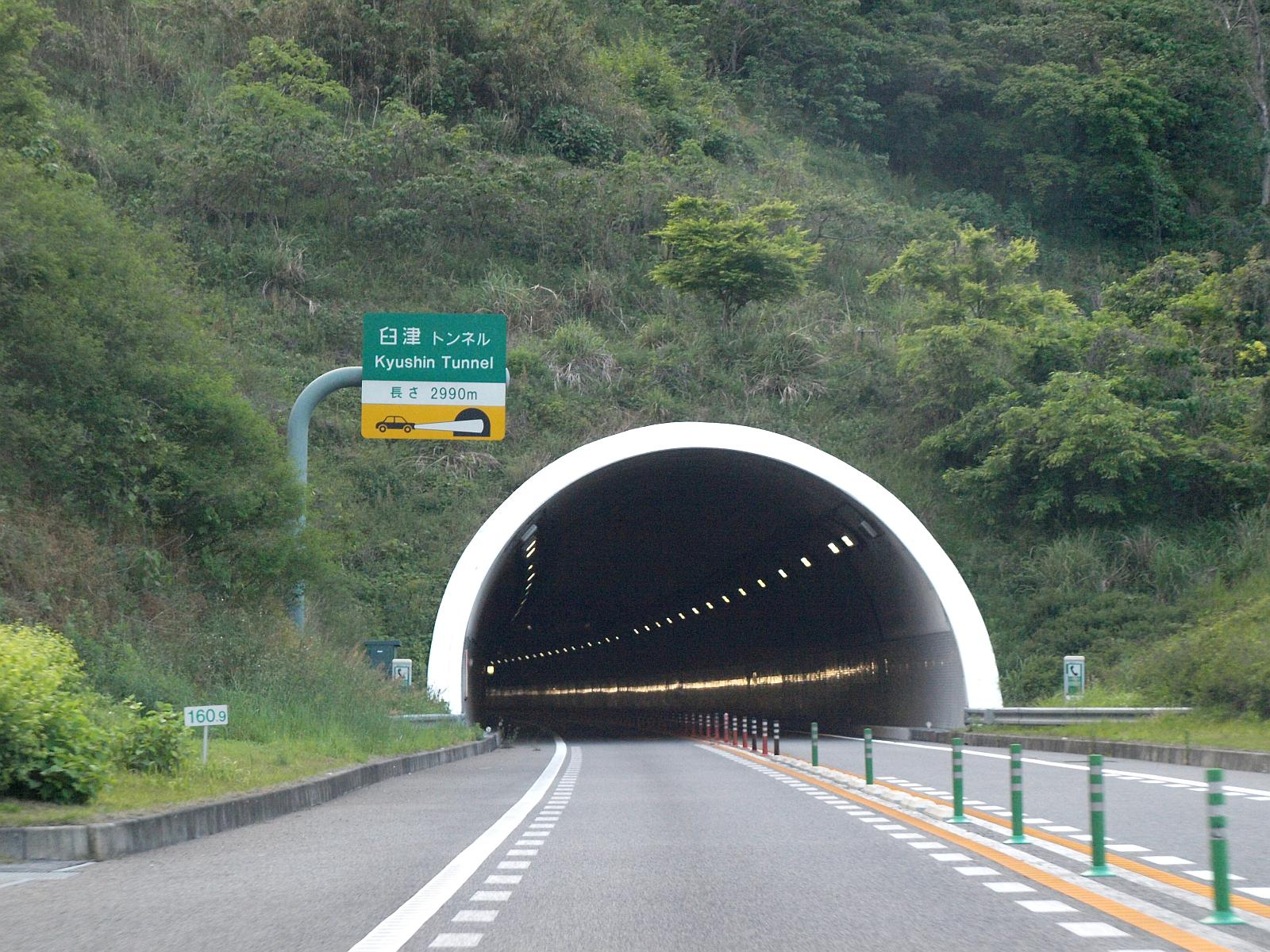
臼津トンネル（東九州自動車道）津久見側入口

臼津トンネル（きゅうしんトンネル）は、大分県臼杵市から同県津久見市に至る東九州自動車道及び大分県道217号臼杵津久見線のトンネルである。名称は、臼杵市と津久見市の頭文字に由来する。
本項では、東九州道・大分県道217号の各臼津トンネルに加え、国道217号（臼津バイパス）の新臼津トンネルについても説明する。

## 東九州自動車道 臼津トンネル
東九州自動車道の臼津トンネルは、2001年（平成13年）に供用が開始された。暫定2車線の対面通行。延長は2,985mで、現時点では大分県内の道路用トンネルでは最長である。

### 歴史
- 2001年12月27日 - 大分宮河内IC - 津久見IC間開通と共に供用開始。
- 2024年3月27日 - 下り線トンネル新設の準備調査に着手[2]。

## 大分県道217号臼杵津久見線 臼津トンネル
大分県道217号臼杵津久見線の臼津峠にある。延長 332m。県道217号はかつての国道217号であり、臼津バイパスの開通によって県道に指定換えされた。

## 国道217号 新臼津トンネル
延長 1,649m。竣工当時は大分県で最長のトンネルであった。

### 歴史
- 1976年 - 竣工[3]。